# احترام‌السادات حبیبیان
احترام‌السادات حبیبیان (۱۲ فروردین ۱۳۱۳ – ۱۹ آبان ۱۳۹۷) بازیگر اهل ایران بود.

## زندگی شخصی
او مادر علیرضا داوودنژاد کارگردان سینما و تلویزیون، محمدرضا داوودنژاد بازیگر سینما و تلویزیون، مادربزرگ زهرا داوودنژاد، رضا داوودنژاد و مونا داوودنژاد از بازیگران سینما و تلویزیون است.

## درگذشت
احترام‌السادات حبیبیان که مدت‌ها به دلیل بیماری در بیمارستان بستری بود، صبح روز ۱۹ آبان ماه ۱۳۹۷ در شهرستان کرج به دلیل کهولت سن درگذشت.

## فیلم‌شناسی

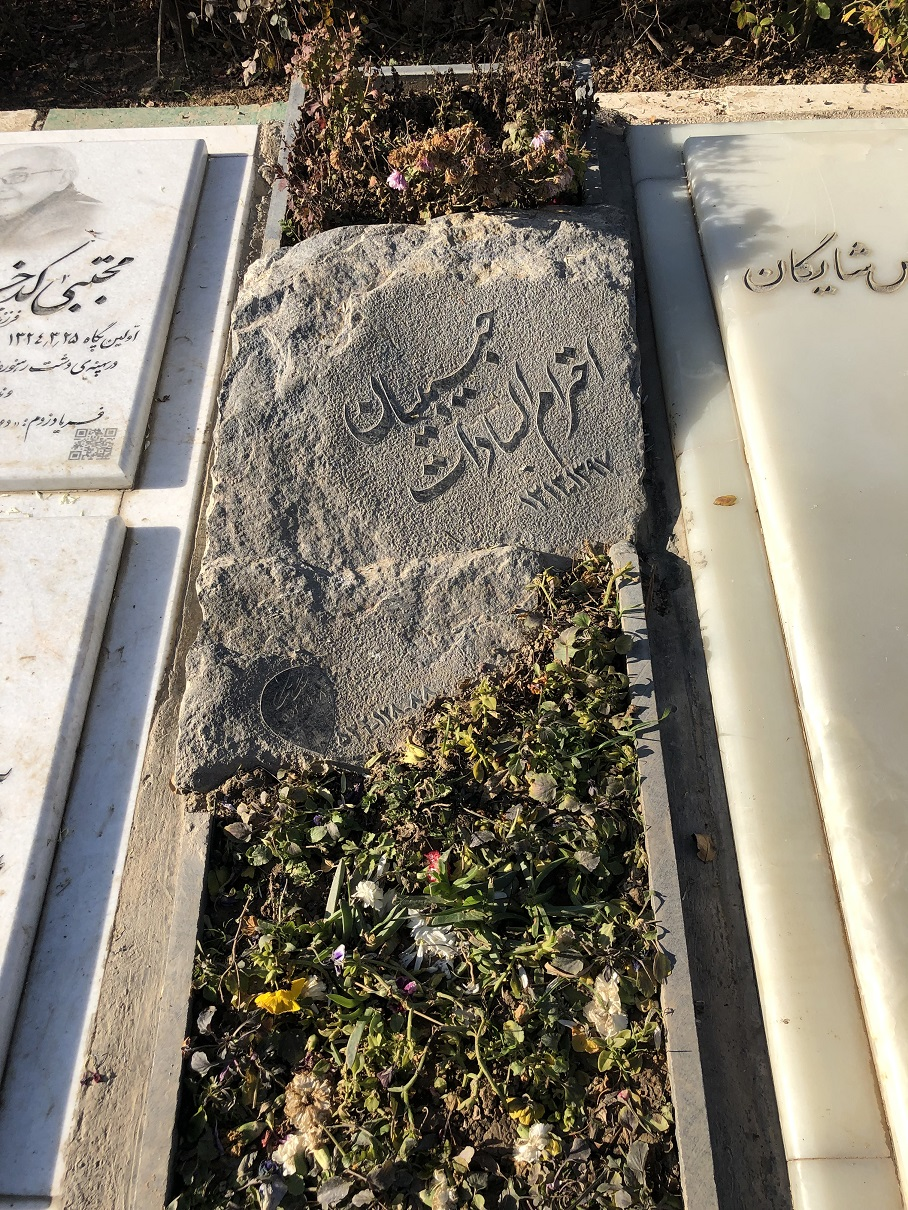

- کلاس هنرپیشگی (۱۳۹۰)
- مرهم (۱۳۸۹)
- هوو (۱۳۸۴)
- دختری در قفس (۱۳۸۱)
- بچه‌های بد (۱۳۷۹)
- بهشت از آن تو (۱۳۷۹)
- مصائب شیرین (۱۳۷۷)

## جوایز
- وی بخاطر بازی در فیلم مصائب شیرین برنده سیمرغ بلورین بهترین بازیگر نقش مکمل زن در هفدهمین دوره جشنواره فیلم فجر شد
- بهترین بازیگر نقش مکمل زن در دوره ۱۴ منتخب نویسندگان و منتقدان (بهترین‌های سال ۱۳۷۸) بخاطر بازی در فیلم مصائب شیرین